# 원피스: 오마츠리 남작과 비밀의 섬
원피스 - 오마츠리 남작과 비밀의 섬(ONE PIECE THE MOVIE オマツリ男爵と秘密の島)은 원피스의 극장판 시리즈의 여섯번째 작품이다. 2005년에 개봉하였다.
대한민국에는 ㈜토트엔터테인먼트가 도에이 애니메이션과 계약을 체결하여 작품을 수입하였고, 극장 개봉 또는 DVD 출시를 계획하였으나 성사되지 못하였다. 이후 케이블 TV 채널 투니버스가 현지화를 진행한 한국어 더빙으로 방영하였다.
그리고 한국명으로는 페스티벌남작과 비밀의섬으로 TV 채널 애니맥스에서 엔딩까지 넣어서 방영하고 있다.

## 줄거리
루피가 오마츠리 남작의 섬에 초대받고 그의 일행은 섬으로 간다 하지만 거기에는 시련들이 있었고,이상하게도 밀짚모자 일당은 갈등이 심해진다
그리고 시련들을 통과하던도중 로빈이 오마츠리남작과 둘이 섬을 돌아다니며,릴리 카네이션에 대한이야기를 한다 그때 오마츠리 남작의 눈빛이 변하더니
로빈에게 화살을 발사한다 그리고 남작은 일행들을 하나,하나 처리해가며 루피와 싸운다 

## 스토리 연관성

### 원피스 본편 스토리와의 연관성과 흐름
말 그대로 극장판이기 때문에 스토리와 연관을 지을 필요는 없지만 시기적으로 보면 알라바스타왕국 스토리 이후 그리고 모크 타운 도착 전 시점으로 보인다.

### 패기와의 연관성
6기 극장판에서는 본래 과거에는 "패기"라는 용어 자체가 없었다.
그러나 300화 후반 이후부터 그리고 샤봉디제도부터~정상전쟁 까지의 전개를 통해 패기라는 용어가 나오게 되고 루피의 수련 직전 해적왕의 오른팔이자 로저 해적단의 부선장 명왕 실버즈 레일리에 의해 "패기"의 종류가 정립된다.
(견문색의 패기/ 무장색의 패기/패왕색의 패기)

6기 극장판에서는 일반적 타격이 불가능한 루피를 상대로 두손을 묶을 수 있을정도로 강력한 활을 쏘는 오마츠리 남작이 있었는데 
이는 "여인섬 구사 해적단이 무장색의 패기를 둘러서 사용하는 활"과도 비슷하지만 확실한 패기로써의 능력인지 아닌지는 불분명하다.

## 한국어 더빙 제작진
목소리 출연
- 강수진 - 루피 役
- 정미숙 - 나미 役
- 김승준 - 조로 役
- 박영남 - 쵸파 役
- 김소형 - 우솝 役
- 박성태 - 상디 役
- 소연 - 로빈 役
- 김국진 - 어른 쵸파 / 개굴딕 役
- 현경수 - 페스티벌 남작 役
- 김영찬 - 브리프 役
- 최지훈 - 아빠 役
- 홍범기 - 무치고로 役
- 강호철 - 개굴영감 役
- 선호제 - 개굴샷 役
- 정혜원 - 개굴리아 役
- 김율 - DJ 役
- 김영은 - 데이지 役
- 김새해 - 로즈 役
- 박리나 - 릭 役
- 소정환 - 요리사 役

우리말 제작
- 화면수정 : 서선지, 김지예
- 종합편집 : 이지혜
- 번역 : 권이강
- 녹음/믹싱 : 조일오(CIC 미디어)
- 연출 : 신길주
- 우리말 제작 : 투니버스